# تي في 5 موند ستايل (أسلوب حياة)
تي في 5 موند ستايل (بالفرنسية: TV5 Monde Style) هي قناة تلفزيونية تابعة لشبكة تي في 5 موند مخصصة لـ "أسلوب الحياة الفرنسي" (l'art de vivre à la française) تبث منذ 8 أبريل 2015 في منطقة آسيا والمحيط الهادئ والعالم العربي .  في حين أن قناة تي في 5 موند متاحة بالفعل في جميع أنحاء العالم بقناة عامة تقدم الأخبار والأفلام والوثائقيات والمجلات والبرامج الثقافية، فإن قناة تي في 5 موند ستايل تركز على برامج نمط الحياة.
تبث برامج في الموضة والفخامة والضيافة والمجوهرات والطهي وصناعة النبيذ والتصميم وفن الحدائق والهندسة المعمارية والتراث الثقافي والتاريخي.

## توزيع
يتم بث قناة تي في 5 موند ستايل بشكل أساسي في منطقة الشرق الأوسط وآسيا والمحيط الهادئ عبر الأقمار الصناعية، مع ترجمة بالعديد من اللغات (ترجمة كاملة باللغة الإنجليزية والصينية التقليدية والصينية المبسطة ، وترجمة جزئية باللغة العربية ). 

## روابط خارجية
- الموقع الرسمي
 (بالفرنسية)